# Proyección cónica múltiple

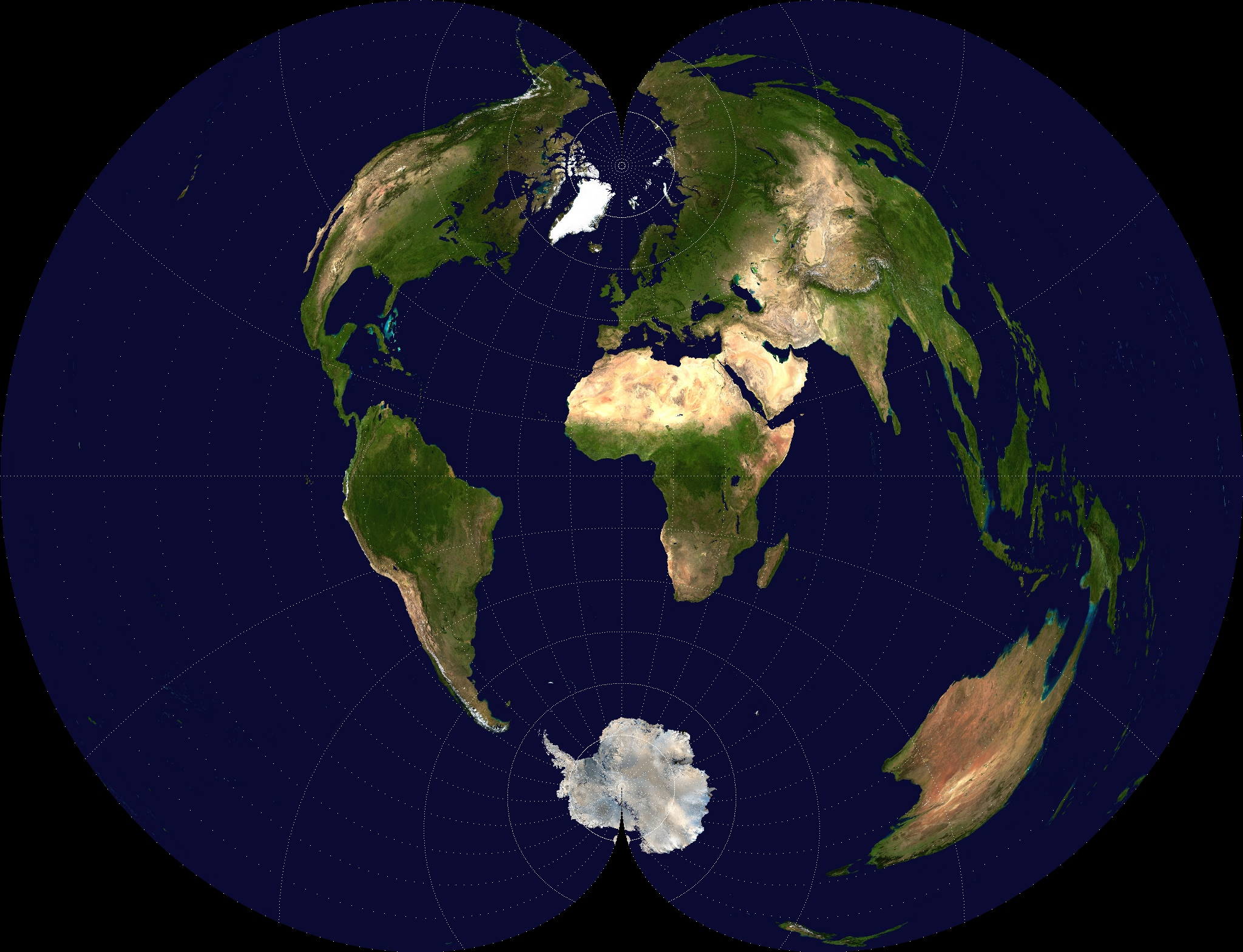
Proyección policónica del mundo

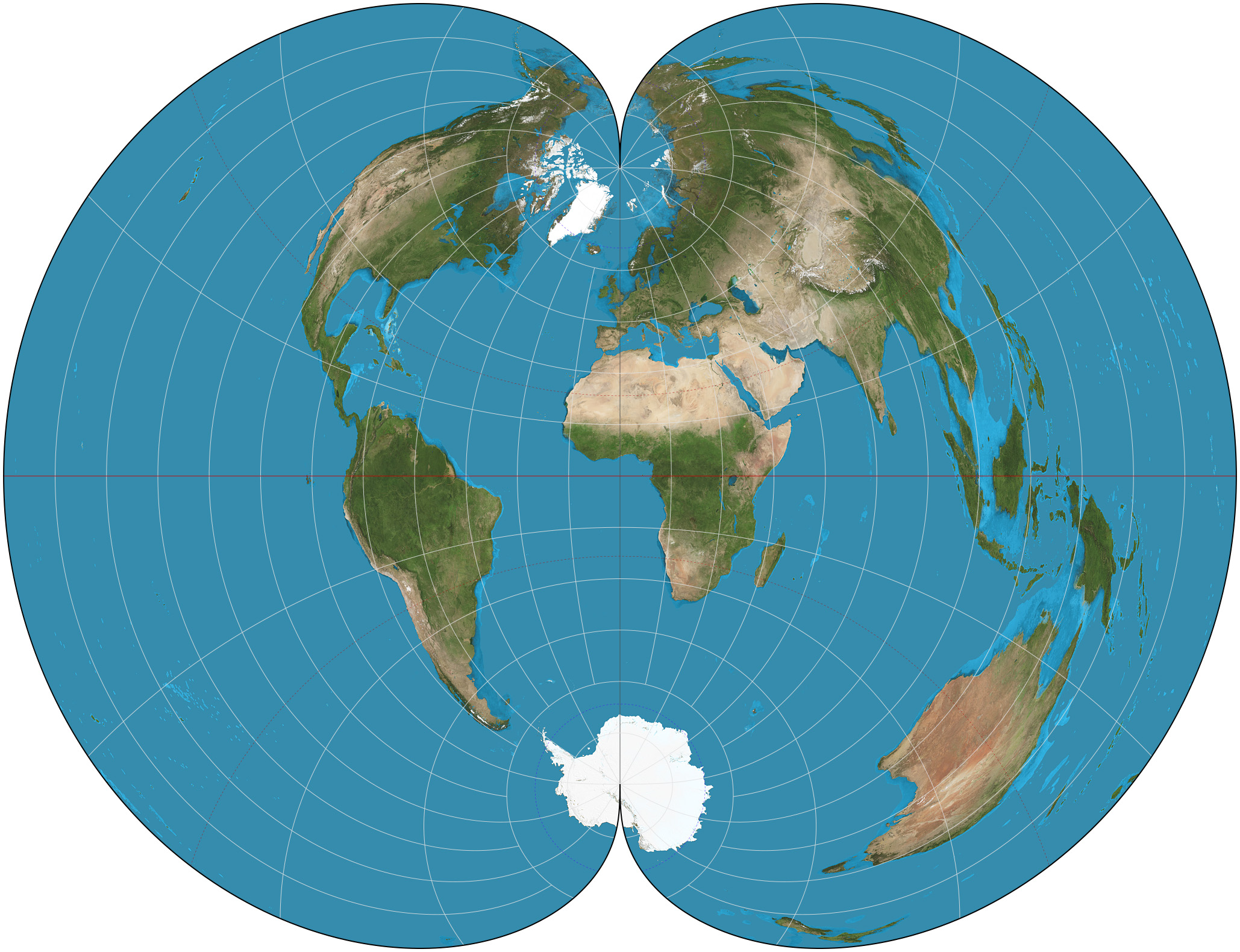
Proyección policónica del mundo

La proyección cónica múltiple o policónica es una proyección cartográfica que consiste en utilizar como base de proyección no un cono, sino varios superpuestos. El resultado es un mapa dividido en franjas. El único meridiano que tendrá la misma escala es el central, que aparece como una línea recta. Los demás meridianos son curvas, y la escala aumenta con la distancia. También la línea del Ecuador es una línea recta, perpendicular al meridiano central. Los demás paralelos son arcos concéntricos.
Esta proyección ni es conforme ni conserva las áreas, pero en la zona central las variaciones de escala son mínimas.
La proyección fue  de uso común por muchas agencias cartográficas de los Estados Unidos desde el momento de su propuesta por Ferdinand Rudolph Hassler en 1825 hasta mediados del siglo XX.
La proyección se define por:

{\displaystyle x=\cot(\varphi )\sin((\lambda -\lambda _{0})\sin(\varphi ))\,}

{\displaystyle y=\varphi -\varphi _{0}+\cot(\varphi )(1-\cos((\lambda -\lambda _{0})\sin(\varphi )))\,}

donde:
- {\displaystyle \lambda }  es la longitud del punto que va a ser proyectado;
- {\displaystyle \varphi } es la latitud del punto;
- {\displaystyle \lambda _{0}} es la longitud del meridiano central, y
- {\displaystyle \varphi _{0}} es la latitud elegido para ser el origen en {\displaystyle \lambda _{0}}.

Para evitar la división por cero, las fórmulas anteriores se extienden de manera que si {\displaystyle \varphi =0} entonces {\displaystyle x=\lambda } y {\displaystyle y=0}.